# Midrashá
Midrashá (en hebreo: מדרשה) (en plural: midrashot) se refiere a un centro de estudio de la Torá para mujeres. En Israel, suele ser una institución del judaísmo ortodoxo exclusivamente femenina, equivalente a una yeshivá masculina. El término suele traducirse como «seminario». En los Estados Unidos, también se utiliza para referirse a los programas de estudios judíos. En Israel, una midrashá que ofrece estudios de posgrado se denomina Majón (en hebreo: מכון) (instituto) o Michlalah (en hebreo: מכללה) (colegio)

## Etimología
La palabra «midrashá» se basa en el término Bet Midrash, «casa de estudio». Es un término parecido al término árabe «Madrasa», que también se refiere a un lugar de aprendizaje y estudio.